# Otto Dix
Wilhelm Heinrich Otto Dix (2. prosince 1891, Untermhaus – 25. července 1969, Singen) byl německý malíř a grafik. Je známý pro svá nelítostně a krutě realistická znázornění Výmarské republiky a brutality války.

## Začátky a vzdělání

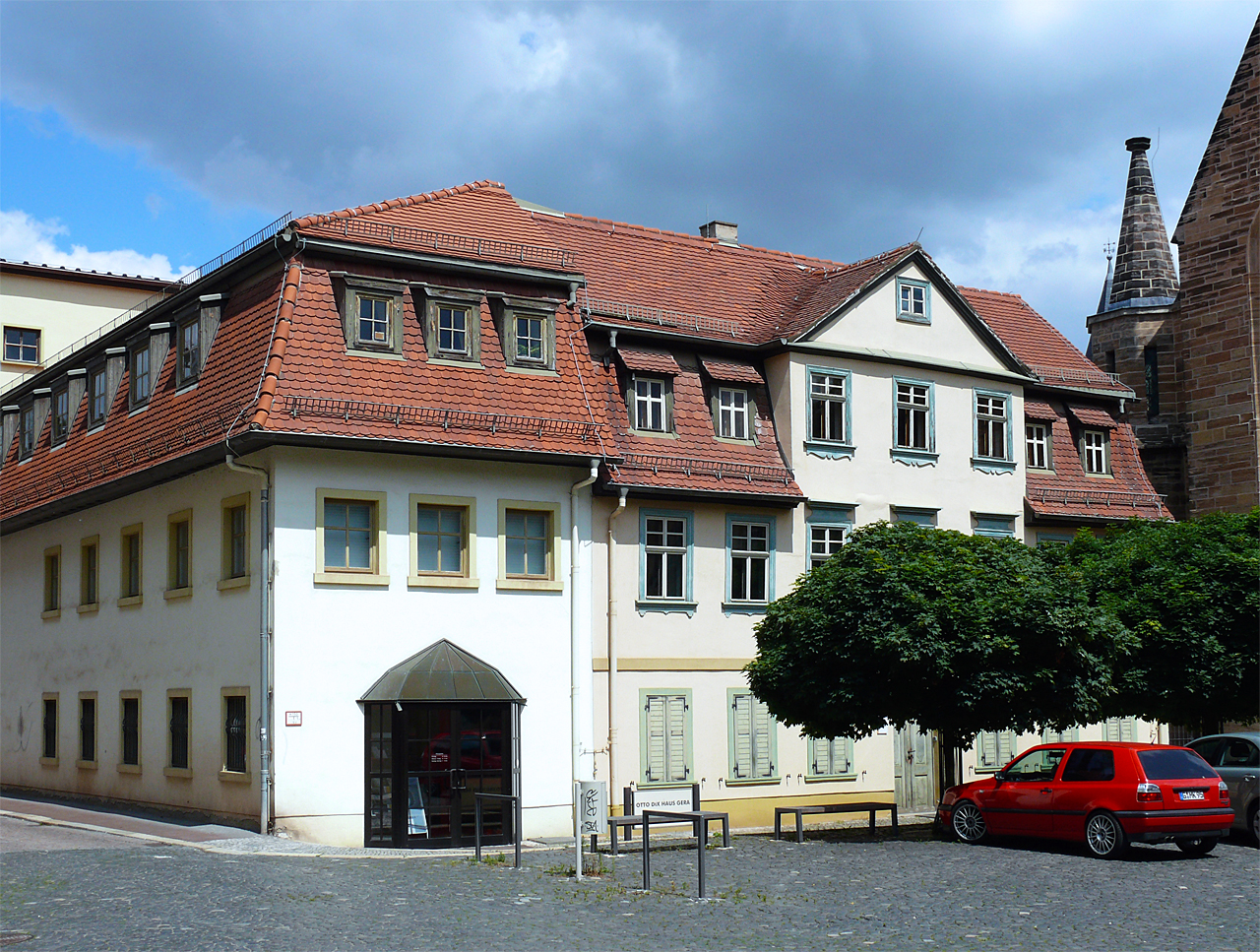
Rodný dům v Geře

Narodil se v Untermhausu, což je nynější částí města Gera v Německu. Prvorozený syn Franze a Louise Dixových, pracovníka v továrně na železo a švadleny, která se v mladí věnovala psaní poezie, proto byl od mala v kontaktu s uměním. Trávil hodiny v ateliéru své sestřenice Fritz Amann, která byla malířkou, rozhodnutou podporovat jeho umělecké ambice. Díky podpoře a povzbuzování od třídní profesorky se v letech 1906 až 1910 stal učněm malíře Carla Senffa a začal s malbou svých prvních krajin. Roku 1910 se dostal na Drážďanskou akademii krásných umění.

## Světová válka a služba
Když vypukla první světová válka, sám se s nadšením přihlásil do služby. Byl přidělen k jednotce polního dělostřelectva v Drážďanech. Na podzim 1915 byl nasazen jako poddůstojník jednotky kulometčíků na západní frontu a prošel částí bitvy na Sommě. Byl několikrát těžce zraněn. Roku 1917 byla jeho jednotka převelena na východní frontu, kde bojovala dokud neskončilo nepřátelství s Ruskem. Pak byl převelen zpět na západní frontu, kde se zúčastnil jarní ofenzívy v roce 1918. Byl vyznamenán železným křížem (druhé třídy) a dosáhl hodnosti kapitána.
Válka jej velmi hluboce ovlivnila a sám později popisoval opakující se noční můry, ve kterých se plazí troskami zničených domů. Promítal své traumatizující zážitky v mnoha následujících dílech, včetně portfolia padesáti retuší nazvaných Válka (Der Krieg), vydaných roku 1924.

## Poválečná díla
Koncem roku 1918 se vrátil do Gery, ale hned další rok se odstěhoval do Drážďan kde studoval Vysokou školu výtvarných umění. Ovlivněn dadaismem začal měnit základní prvky svých prací, některé z nich představil na první dadaistické výstavě roku 1920 v Berlíně. Také se zúčastnil výstavy německých expresionistů v Darmstadtu téhož roku.
V roce 1924 se připojil k berlínské Secessi,[zdroj⁠?!] v těchto dobách vytvářel stále realističtější styl malování, k čemuž používal přesnější způsoby olejového malování s temperovými barvami v základní vrstvě, umění starých mistrů. Jeho obraz z roku 1923 Zákop, který znázorňuje roztrhaná a rozkládající se těla vojáků po bitvě, způsobil tolik rozruchu, že kolínské Museum Wallrafa Richartze muselo zakrýt obraz závěsem. Roku 1925 tehdejší starosta Kolína Konrad Adenauer zakázal muzeu koupi obrazu a přinutil jeho ředitele, aby odstoupil.
Otto Dix přispěl k výstavě Neue Sachlichkeit v Mannheimu roku 1925, která představovala práce malířů, jako byli George Grosz, Max Beckmann, Heinrich Maria Davringhausen, Karl Hubbuch, Rudolf Schlichter, Georg Scholz a mnoho dalších. Dixova práce, stejně jako Grosze, jeho přítele a také válečného veterána, byla velmi kritická vůči tehdejší německé společnosti. Věnovali pozornost pochmurnější stránce života, zobrazovali prostituci, násilí, stáří a smrt.
Mezi Dixovy nejvýznačnější obrazy patří triptych Metropolis (1928), kde zobrazil zvrácené činy Výmarské republiky, kde neustávající hýření byla cesta k zapomenutí na prohranou válku a finanční krizi, tomu předcházel obraz Portrét novinářky Sylvie von Harden (1926). Jeho znázornění beznohých a zohyzděných válečných veteránů – běžný obraz berlínských ulic dvacátých let – odhalilo ohavnou stranu války a nastínilo jejich zapomenutí tehdejší německou společností.

## Druhá světová válka a nacismus
Když se dostali v Německu k moci nacisté, byl Otto Dix označen za zvrhlého umělce a propuštěn z místa učitele umění na Drážďanské akademii. Dix se později přestěhoval k Bodamskému jezeru. Dixovy obrazy Zákop a Váleční mrzáci byly v roce 1937 vystaveny na státem sponzorované mnichovské výstavě zvrhlého umění. Později byly obrazy spáleny.
Stejně jako všichni ostatní němečtí umělci byl přinucen přidat se k nacistické Reichskammer der bildenden Künste, členství bylo povinné pro všechny umělce v Říši. Musel zde přislíbit, že bude malovat pouze nevinné krajinky. Ale stále občas vytvořil jiný obraz, který kritizoval nacistické ideály.
Roku 1939 byl zatčen za údajnou podporu spiknutí s cílem zabití Hitlera (více v článku Georg Elser), ale později byl propuštěn.
Během druhé světové války byl odveden k Volkssturmu. Byl zajat francouzskými jednotkami ke konci války a propuštěn únoru roku 1946.

## Pozdější život a smrt
Nakonec se vrátil do Drážďan, kde zůstal do roku 1966. Po válce byla většina jeho obrazů náboženských, alegorických nebo popisujících poválečné utrpení. Otto Dix zemřel v Singenu poblíž Bodamského jezera v Západním Německu roku 1969.